# Joseph Guichard
Pour les articles homonymes, voir Guichard.
Joseph Benoît Guichard est un peintre français, né à Lyon le 14 novembre 1806 et mort dans la même ville le 31 mai 1880.

## Biographie

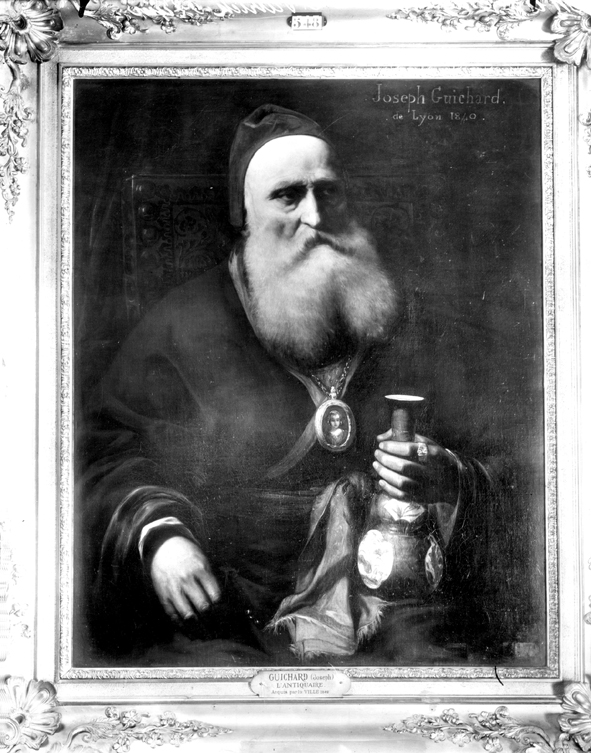
L'Antiquaire ou le marchand juif, 1840, musée des Beaux-Arts de Lyon.

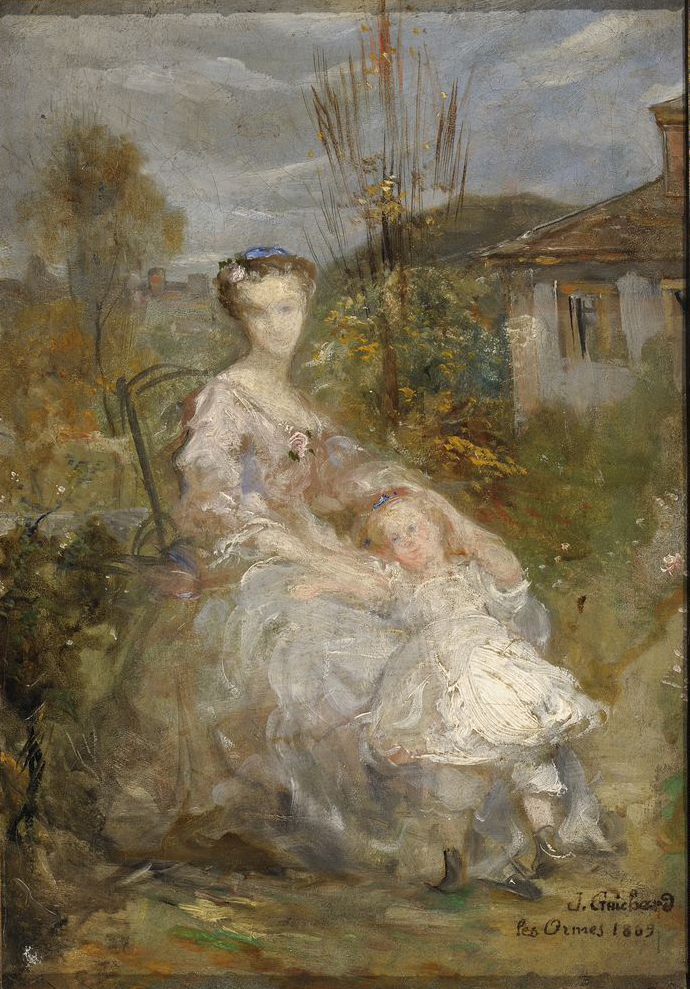
Louisa Sieffert aux Ormes, 1869, musée des Beaux-Arts de Lyon.

Joseph Guichard nait rue Mercière à Lyon et est baptisé le 17 novembre 1806 à l’église Saint-Nizier de Lyon. Ses parents tiennent une boutique de papiers peints à l’enseigne des deux Chinois, sur le quai Saint-Antoine, à l’angle de l’allée marchande. Vers 1818, il commence à suivre des cours de dessin à l'école Saint-Pierre qui formait des dessinateurs en soierie, où il se lie d'amitié  avec Paul Chenavard et le frère du caricaturiste Charles Philipon. À cette époque, les cours sont majoritairement dispensés par Pierre Revoil et Fleury François Richard. Ils y enseignent des préceptes académiques et un dessin rigoureux. Cet enseignement d’un dessin minutieux et froid rejoint la tradition lyonnaise de l’époque, inspiré par les maîtres hollandais du XVIIe siècle.
C’est dans cette école que Guichard développe une technique et un style soignés, et c’est dans la tradition intimiste lyonnaise qu’il propose en 1823 sa première œuvre, un portrait de sa grand-mère. 
Mais le style minutieux de l’école va lasser Guichard, il commence à suivre des cours à côté de l’école. Ses premières influences sont celles de Jean de La Fontaine et Cervantes. Il suit aussi les cours d'Eugène Delacroix[réf. nécessaire].
En 1824, avec Chenavard, il commence à suivre des cours chez le sculpteur Jean-François Legendre-Héral, qui enseigne le dessin à une petite équipe.
Guichard conservera une influence importante de Pierre Revoil, avec un style minutieux et mince[C'est-à-dire ?], mais aussi de Richard. Cette double influence se traduira chez Guichard par son goût pour le rêve, les légendes et le romantisme. 
La révolution stylistique qu'initie Eugène Delacroix au Salon de 1822, avec son tableau Dante et Virgile aux enfers, décide Guichard à se rendre à Paris en 1827. Guichard y rencontre Hippolyte Flandrin et son frère Paul Jean Flandrin, et les suit chez Jean-Auguste-Dominique Ingres, qui a ouvert son atelier en 1825. Les méthodes pédagogiques de celui-ci sont classiques : copie de grands maîtres, dessin de plâtre et de modèle vivant. Ingres accorde une place très importante au dessin. Comme l’indique Guichard dans un article qu’il rédigera pour Le Progrès en mai 1876 : « Nous avons entendu émettre cette théorie toute nouvelle pour notre esprit : il n’est pas besoin d’école de peinture proprement dite ; le dessin est tout ; c’est l’art tout entier… Par l’étude du dessin, par les lignes on apprend la proportion, le caractère, la connaissance de toutes les natures humaines, de tous les âges leur type et le modelé qui achève la beauté de l'œuvre. Les grands maîtres nous ont laissé, par des dessins innombrables de compositions et d’études d’après nature, des exemples que nous devons suivre ; car il ne se voit pas une seule étude peinte d’après nature de leurs mains. C’est d’après nature de leurs mains. C’est d’après ces études dessinées qu’ils peignaient leurs admirables œuvres. ». 
En tant qu'adepte du style de Raphaël, Ingres transmet le goût du détail et du beau trait. Il détourne ses élèves de peintres comme Rubens ou Delacroix, condamnant leurs couleurs et atmosphères passionnées. 
En 1828, Guichard s’inscrit en élève libre à l'École des beaux-arts de Paris et s’éprend alors de l’art de Delacroix, découvrant qu’ils partagent le goût de la couleur et de la passion retranscrite à travers celle-ci. Il se dissocie à ce moment-là d’Ingres, qui refusait la couleur, lui préférant la justesse du trait.
Il expose au Salon de 1831 et envoie son Rêve d’amour au Salon de 1833, s’attirant les foudres de son maître Ingres, lui reprochant ce romantisme naissant.  Guichard quitte l'atelier d'Ingres. Pourtant les critiques sont favorables, Dupasquier fait l’éloge du jeune peintre. L’œuvre est achetée en 1835 par l’État et offerte au musée des Beaux-Arts de Lyon. Maintenant reconnu à Paris, Guichard profite des nombreuses relations de son parent, Auguste Jal, et de l’appui du comte d’Argoult et de Cavé, directeur des Beaux-arts.

### 1833-1835, voyage en Italie
Appuyé par les personnes précédemment citées, Guichard rencontre en 1833 le ministre de l’Intérieur d’alors, Adolphe Thiers, qui a pour projet de monter un musée de reproduction le plus fidèle possible aux originaux, afin d’amener la peinture au plus grand nombre. Les copies d’alors étant de très mauvaise qualité. Guichard est donc appelé en 1833 à copier la Descente de croix, de Daniele da Volterra. Il quitte Paris, passe quelques jours à Lyon dans sa famille, puis rejoint Rome. Il y fréquente Johann Friedrich Overbeck, tête de file des nazaréens, et le salon de la villa Médicis que dirigeait Horace Vernet. Guichard se rapproche de celui-ci. Présenté par Mlle Vernet, Guichard rencontre Mlle Lagrenée, et l’épousera en 1839. 
Pendant les cinq années qu'il passe à Rome, Guichard travaille, entre autres, à la réfection des fresques de la Trinité-des-Monts.
En 1835, Vernet quitte la direction de l’Académie, et sera remplacé par l’ancien maître de Guichard, Ingres. Apportant sa rigueur dans ses goûts artistiques, tant musicaux que picturaux, Ingres est aussi chargé de surveiller les copies que Thiers fait exécuter, il se montrera satisfait du travail de Guichard. 
En 1834, Guichard se voit confier une seconde mission : copier Le Triomphe de Galatée de Raphaël, commande obtenue grâce à l’appui de son protecteur Cavé. Guichard exécute une dernière copie, L’Antilope du Corrège, dont il regrettera par la suite de s’être défait. Son travail terminé, il quitte Rome le 24 septembre 1835. 
Revenu à Paris, il reçoit des commandes officielles et décore plusieurs églises, dont Saint-Germain-l'Auxerrois et Saint-Gervais-Saint-Protais. Alexandre Dumas lui confie la décoration de son théâtre.
En 1836, un article paraît sur lui dans la Revue du Lyonnais ; parlant de la ville de Lyon, Dupasquier dira : « en peinture, peu de villes ont fourni un contingent aussi nombreux et aussi remarquable ».
Son art est plus officiel et n'exprime ni le lyrisme romantique ni la liberté de touche (qui atteint parfois l'abstraction)[pas clair]. Guichard va pratiquement uniquement se consacrer aux grandes décorations, religieuses ou profanes et à des œuvres destinées aux Salons de Paris et de Lyon.
Il subit beaucoup de critiques mais continue à envoyer ses tableaux au Salon lyonnais, et finalement, ses œuvres L'Antiquaire ou Le Marchand juif sont favorablement accueillies en 1841 par la critique du journal L'Artiste en Province du 26 décembre. 
Le 5 janvier 1839, Joseph Guichard épouse Agathe Lagrenée, fille et petite-fille de peintres (Anthelme Lagrenée et son père, surnommé « L'Albane français », en référence au célèbre peintre italien du XVIIe siècle. Agathe Lagrenée apporte à son mariage non pas une dot, car sans fortune, mais des relations utiles à Joseph Guichard, notamment par son oncle Antoine Vaudoyer qui était architecte.
Guichard travaille sans esquisses préalables et ne peint pas d’après nature, mais d’après sa mémoire, apportant une touche de rêve novatrice à ses œuvres. On observe chez lui aussi une influence de Joseph Mallord William Turner, notamment dans le traitement de la matière des personnages assemblés au premier plan dans Les Noces de Gamache. Recommandé par son ami Chenavard, Guichard envoie son esquisse de Gamache à Londres, où son ami fait partie du jury de la section beaux-arts d’une exposition internationale en mai 1872.
En 1850, il participe aux côtés de Delacroix à la décoration du plafond de la galerie d Apollon (Le Triomphe de la Terre ou de Cybèle) au palais du Louvre. En 1851, il est décoré de la Légion d’honneur. 
En 1862, à la mort de Michel-Philibert Genod, il revient à Lyon ; il est nommé professeur de la classe de peinture de l'École des Beaux-Arts de Lyon.
Sa manière d’enseigner est très critiquée et, en 1871, il est suspendu par le maire. Il est finalement nommé directeur de l’école par Jules Simon sur l’intervention de Paul Chenavard et Charles Blanc. Les autres enseignants refusent de faire cours et, dans un souci d’apaisement, il démissionne. En contrepartie, il est nommé directeur du cours municipal de peinture. En 1879, il est nommé conservateur du musée des Beaux-Arts de Lyon.
Parmi ses élèves figurent Berthe Morisot, Germain Détanger, Félix Bracquemond, David-Eugène Girin,  Fanny Gilbert, Alphonse Stengelin, Aimé Perret et Jean Seignemartin, dont il pleura la mort et défendit l'œuvre.
À son retour à Lyon, Guichard habite montée du Chemin Neuf, une maison surplombant la ville, où séjourne plusieurs fois son ami Chenavard. Si Guichard habite à Lyon, il fait aussi différents voyages à Paris ou Nice. Ses amis lui rendent souvent visite, la maison du Chemin Neuf devenant le centre d’un petit cercle d’artistes lyonnais comprenant Carrant, Jacques Martin, François-Auguste Ravier et Louis Janmot, et il est amie de la poétesse Louisa Sieffert dont il peint plusieurs portraits.
Son amitié  avec Chenavard est croissante, les deux amis s’écrivant de plus en plus au fil du temps, ce dernier résidant à Nice, solitaire, l’autre à Lyon, au cœur de nombreuses réceptions.
Joseph Guichard meurt des suites d'une maladie le 31 mai 1880.

## Œuvres

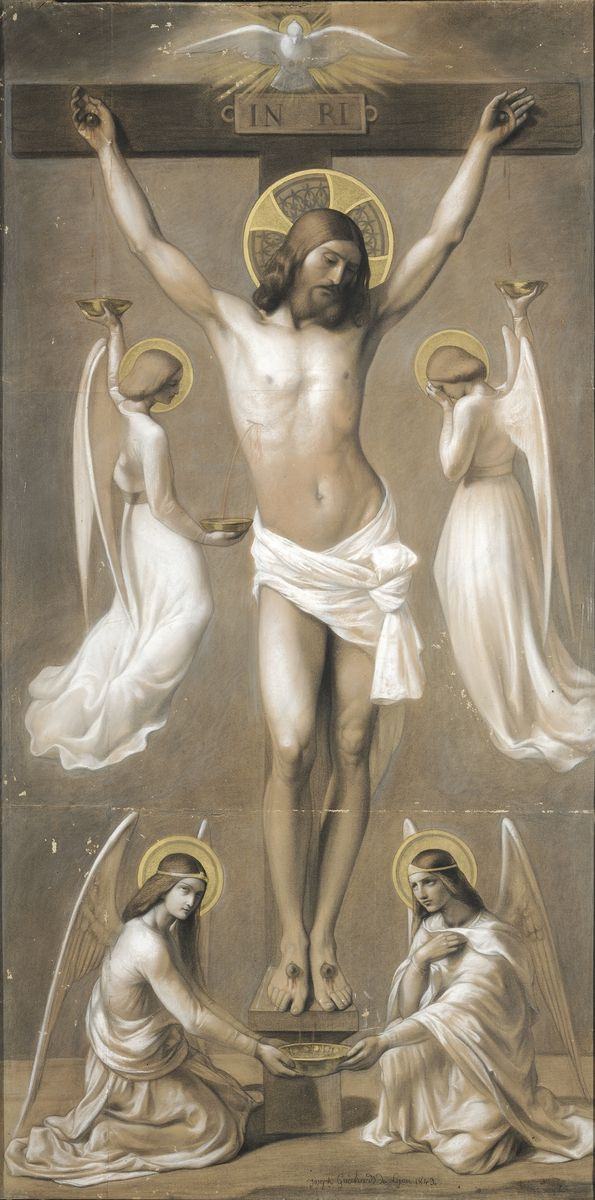
Le Christ en croix entre quatre anges (1843), pierre noire, sanguine, craie blanche et pastel sur papier, musée des Beaux-Arts de Lyon.

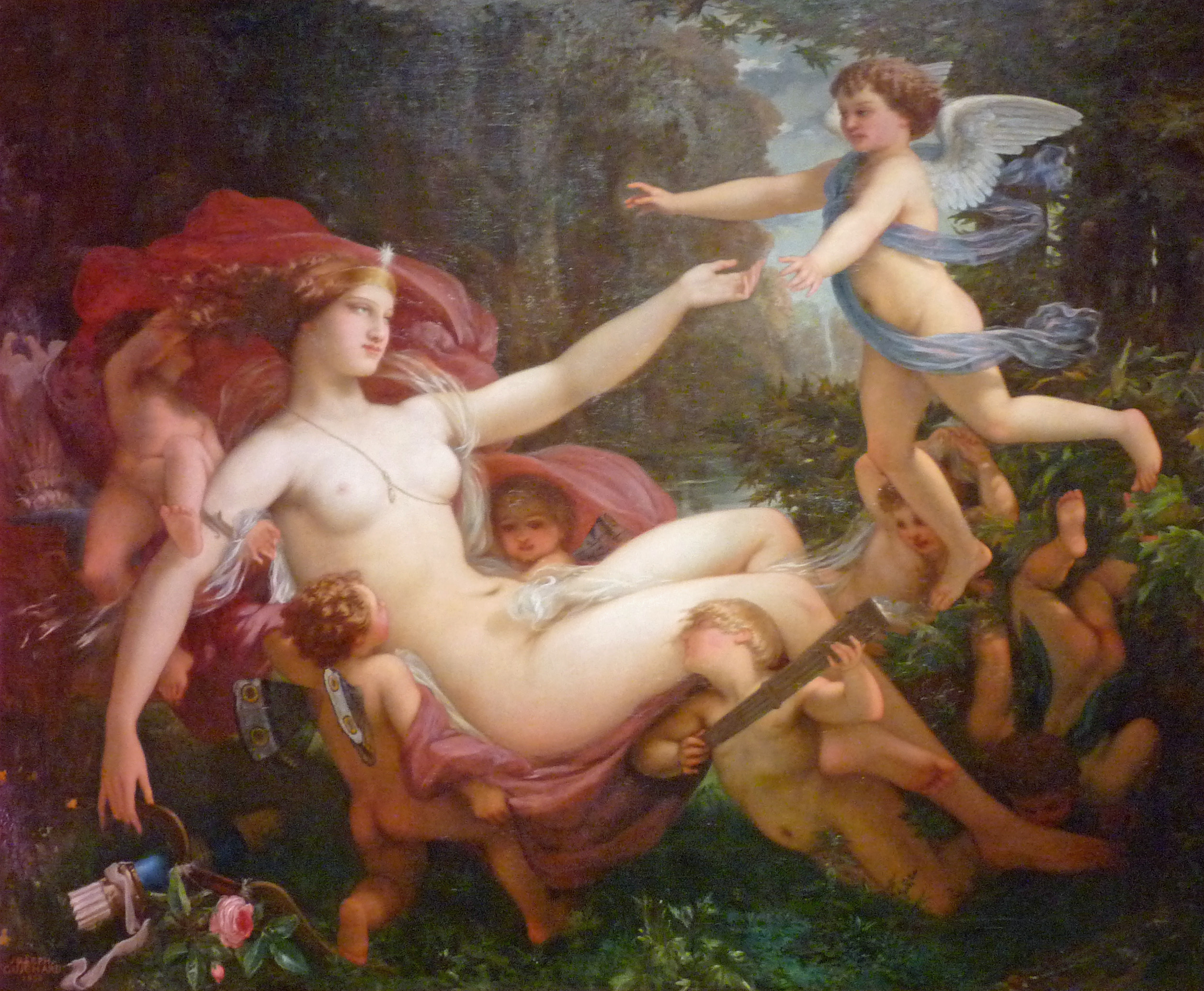
Vénus portée par les amours (1853), Bar-le-Duc, musée barrois.

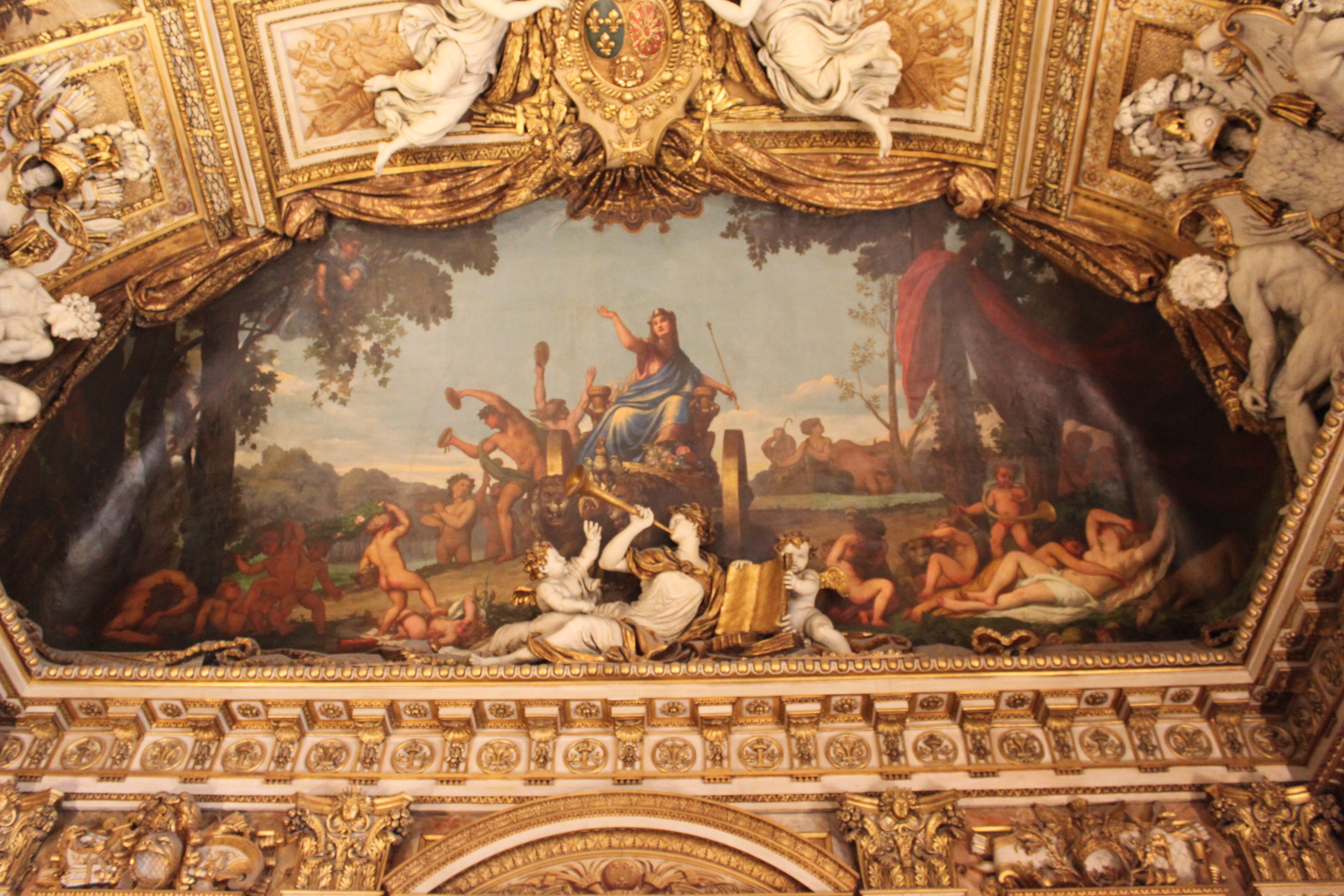
D'après Charles Le Brun, Le Triomphe de la Terre ou de Cybèle (1850), Paris, musée du Louvre.

De 1840 à 1870, Joseph Guichard fait partie des artistes lyonnais qui remettent à l'honneur les œuvres décoratives. 
À partir de 1846, Joseph Guichard va abandonner sa peinture personnelle pendant deux ans afin de se consacrer à deux décorations profanes, la première au Théâtre historique où il réalise 26 portraits d'écrivains, musiciens, et acteurs qui ont marqué l'histoire du théâtre, et la seconde, en 1850, d'après Charles Le Brun, Le Triomphe de la Terre ou de Cybèle, dans la galerie d'Apollon du palais du Louvre, où il travaillera en compagnie de son maître Eugène Delacroix.
Le 24 juillet 1856, Joseph Guichard reçoit une commande pour l'église Saint-Germain-l'Auxerrois de Paris grâce à l'appui du ministre donnant suite à une lettre de la femme de Guichard, commande portant sur trois sujets : L'Adoration des mages, L'Ange de la résurrection, et L'Ange de la mort.
Le 22 juillet 1861, on lui commande une Cène, qu'il achève un an plus tard et qui sera donnée par Napoléon III à l'hospice de Saint-Jean-d'Angély, où elle est toujours conservée.
Parmi ses œuvres les plus originales, on peut citer Les Noces de Gamache et le Rêve d'amour.
Joseph Guichard expose des œuvres de chevalet à presque chaque salon parisien.
- Alexandre Dumas père, écrivain
- Le Triomphe de la Terre ou de Cybèle, Paris, musée du Louvre, galerie d'Apollon
- Vénus et l'Amour dans le parc
- Le Christ en croix entre quatre anges, 1843, musée des Beaux-Arts de Lyon
- Vénus portée par les amours, 1853, musée barrois
- Louisa Siefert aux Ormes, 1869, musée des Beaux-Arts de Lyon

- 1836 : Portrait de M. A. Nourrit.
- 1838 : Jésus Christ laissant venir à lui les petits enfants.
- 1838 : Henri IV chez le meunier Michaud.
- 1839 : Tête d'homme.
- 1840 : Le Christ au tombeau.
- 1840 : Tête de marchand juif, musée des beaux-arts de Lyon.
- 1842 (ou 1832, l'une de ces deux dates) : Concert sous bois.
- Salon de 1846 : Pensierosa.
- 1848 : Tête de Christ.
- 1850 : Portrait de Mgr. l'archevêque de Paris, Mgr. Sibour, musée de Valence.
- 1850 : Portrait de Madame J.

## Publications de Joseph Guichard
Les doctrines de M. Gustave Courbet, maître peintre, Paris, 1862, Poulet-Malassis, 36 p.  lire en ligne sur Gallica
De l'étude du dessin de la figure dans ses rapports avec l'industrie lyonnaise, Lyon, 1864, A. Vingtrinier, 16 p.